# 餅屋の論理
『餅屋の論理』（もちやのろんり）は、1992年4月6日から9月28日まで月曜の深夜にTBSテレビで放送されたテレビ番組。
日ごろ接している商品を一品取り上げ、発想の秘密や開発ドラマを紹介する番組。

## 概要
ある商品をゲストとして迎え半生を振り返るトーク番組形式で商品の開発ドラマを紹介する番組。番組最後に「今週の餅屋の論理」と題して開発のきっかけとなったエピソードを連想させる一言が紹介された。
司会（案内役）は谷啓、アシスタントとして大河内志保が出演。ナレーションは槇大輔。
放送時間は深夜0:40 - 1:10が基本であったが、『月曜ドラマスペシャル』の拡大版をはじめ、マスターズゴルフや全米オープンテニスなどの特別番組の影響で頻繁に繰り下がっていた。

## ゲスト
- ごきぶりホイホイ （果報は寝て待て）
- 味の素 （箸を持ったらまず考えるべし）
- リカちゃん人形 （見上げてごらん、夜の星を…）
- バスクリン （残り物には福がある）
- イチジク浣腸 （猛犬注意）
- カップヌードル （逆転の発想）
- アイスノン （曲がり角では一時停止）
- 仁丹 （穴があったらのぞくべし）
- かっぱえびせん （好きこそものの上手なれ）
- 蚊取り線香 （ときには婦唱夫随）
- 禁煙パイポ （三つ子の魂百まで）
- シヤチハタネーム （合わせるのがミソ）
- ヤクルト （転ばぬ先の杖）
- ポッキー （二二んが五）
- サトウの切り餅 （餅は餅屋） ※最終回

※括弧内は「今週の餅屋の論理」

## スタッフ
- 構成：猪鼻浩行、後藤直（てれすこ）
- 取材：互井誠（てれすこ）
- 技術：池田屋
- CAM：吉田剛、唐沢悟
- VE：小出秀久、福重伸隆
- 照明：糀谷等（プログレッソ）
- EED：佐藤英人（麻布プラザ）
- MA：伊藤敬一（麻布プラザ）
- 音楽効果：今野直秀、武蔵コナミ（共にVAMP）
- デザイン：福島禎之
- 美術制作：小林敏男
- スタイリスト：大野美智子
- ヘアメイク：しらいゆり（KIND）
- 制作進行：川口浩也
- 演出補：熊谷知明、当麻康夫
- ディレクター：高松大、北村圭司郎
- プロデューサー：剣正博（THE WORKS）、田代秀樹（TBS）
- 製作：THE WORKS、TBS

## エンディングテーマ
『愛してタムレ』
- 作詞：ヒライワ・タカシ / 作曲：萩原哲晶 / 編曲：久米大作、仙波清彦 / 歌：谷啓
- 1963年8月に発売された曲（A面は『図々しい奴』）のセルフカバー。

## 関連書籍
『餅屋の論理―餅は餅屋が明かす発想の極意!』 1992年9月、ワニブックス、ISBN 4847030745
| TBS 火曜 0:40 - 1:10（月曜深夜）枠 | TBS 火曜 0:40 - 1:10（月曜深夜）枠 | TBS 火曜 0:40 - 1:10（月曜深夜）枠 |
| 前番組                             | 番組名                             | 次番組                             |
| ---------------------------------- | ---------------------------------- | ---------------------------------- |
| 新し者                             | 餅屋の論理                         | ドキュメントD・D                   |